# Fresh Nutrition
Fresh nutrition (traducido, nutrición fresca) es un método veterinario de nutrición basado en productos con un alto grado de frescura. Conocido popularmente como fresh nutrition, es una tendencia dietética en alimentación animal.  Su origen atribuye a una reacción en contra de la alimentación de mascotas basada en harinas procesadas o con un fuerte componente industrial. Sus principios básicos son el equilibrio, la calidad y la frescura de los componentes de la dieta.

## Orígenes
Hasta el siglo XVII se mantuvo la idea de los filósofos griegos, según la cual se consideraba que los alimentos estaban formados por una única sustancia que presentaba  diversas formas, la cual era utilizada por el organismo de forma diferente.
Sin embargo, considerada a partir del siglo XVIII , la nutrición , como una especialidad ligada a la Química, se demostró  o se identificó los diferentes componentes de los alimentos, grasas, proteínas, hidratos de carbono, fibra, agua, minerales, etc… Todos ellos en proporciones diferentes forman la fórmula mágica, por lo que el principio del equilibrio se estableció 
La combinación de diferentes elementos en una alimentación de mascotas y animales de granja más allá de harinas procesadas se entiende como Fresh Nutrition en nuestros días.

## Principios
La alimentación equilibrada se basa en una serie de principios
- Las características digestivas.
- Las necesidades nutritivas.
- Las alteraciones más frecuentes en cada raza.
- Las características de cada ración; presentación, ingredientes y cantidades.

Así, el modelo fresh nutrition recoge estos parámetros en nutrición animal y se centra en tres principios:
- Equilibrio: Basado en la dieta mediterránea, Solo un buen equilibrio entre hidratos de carbono que proporcionan energía, y proteínas que aportan nutrientes esenciales hará que tu mascota sea la más bella –por dentro y por fuera- del lugar.[1]
- La calidad del producto: Este principio aboga por el fin de la mezcla de harinas de procedencia incierta, y aboga por un producto mono proteínico.[7]
- Frescura: Uso de carnes frescas en el proceso de fabricación de los productos facturados, no de harinas procesadas industrialmente con anterioridad.[8]